# Occhiatana
Occhiatana is een gemeente in het Franse departement Haute-Corse (regio Corsica) en telt 163 inwoners (1999). De plaats maakt deel uit van het arrondissement Calvi.

## Geografie
De oppervlakte van Occhiatana bedraagt 12,7 km², de bevolkingsdichtheid is 12,8 inwoners per km².
De onderstaande kaart toont de ligging van Occhiatana met de belangrijkste infrastructuur en aangrenzende gemeenten.

## Demografie
Onderstaande figuur toont het verloop van het inwonertal (bron: INSEE-tellingen).

Vanwege een beveiligingsprobleem met de MediaWiki Graph-software is het momenteel niet mogelijk deze grafiek weer te geven. Zodra de software is bijgewerkt zal de grafiek vanzelf weer zichtbaar worden.

## Galerij

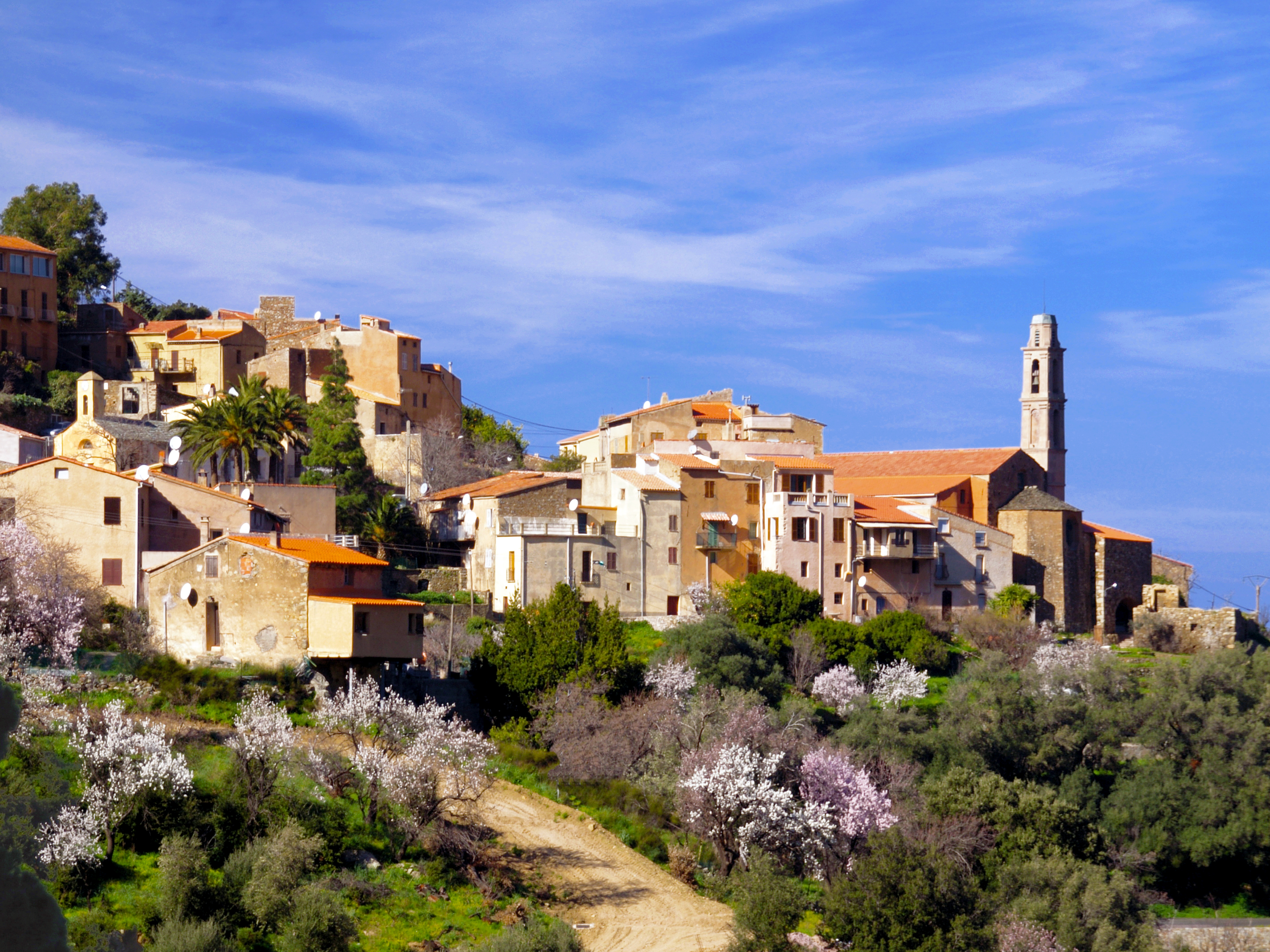
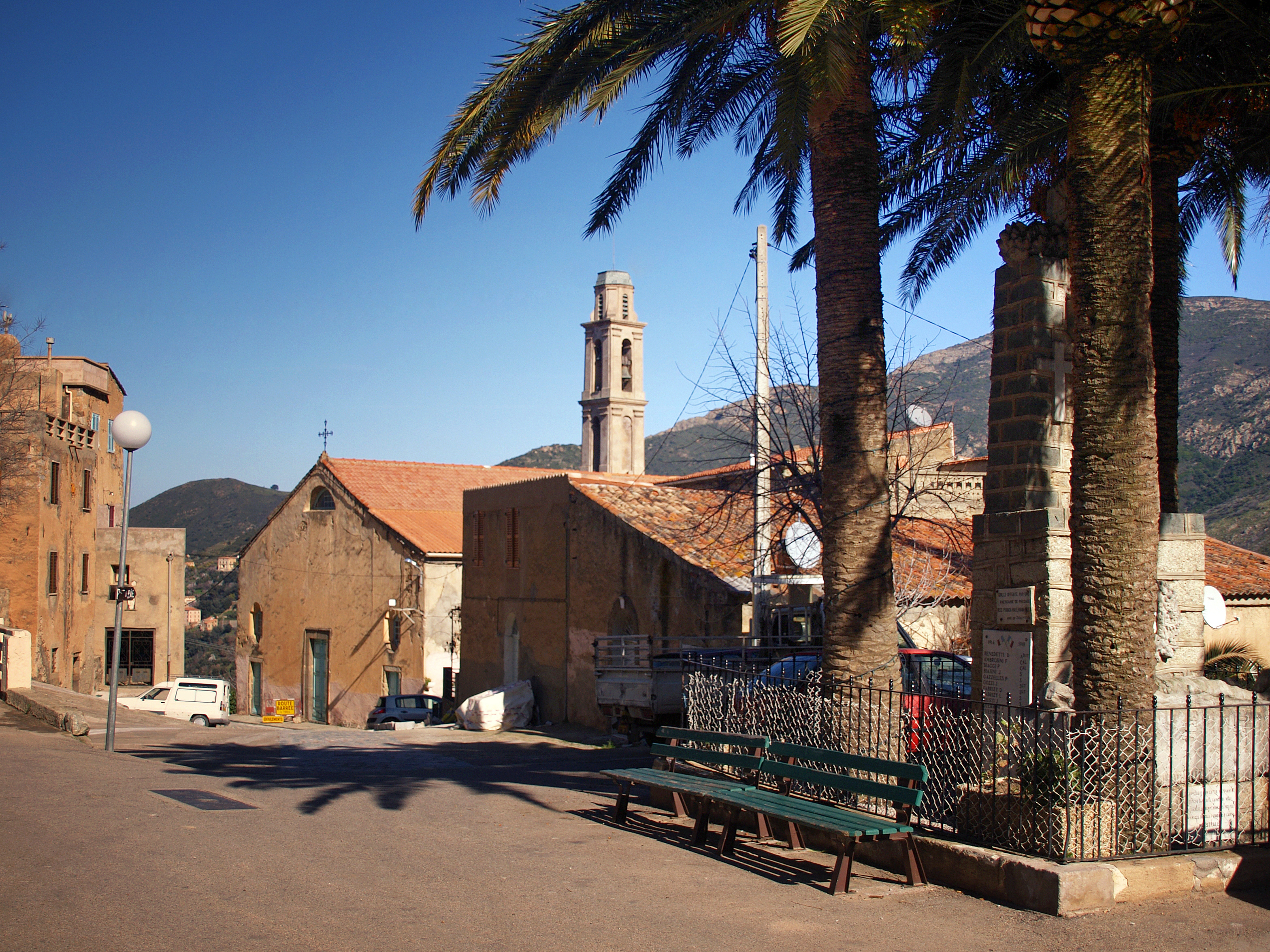
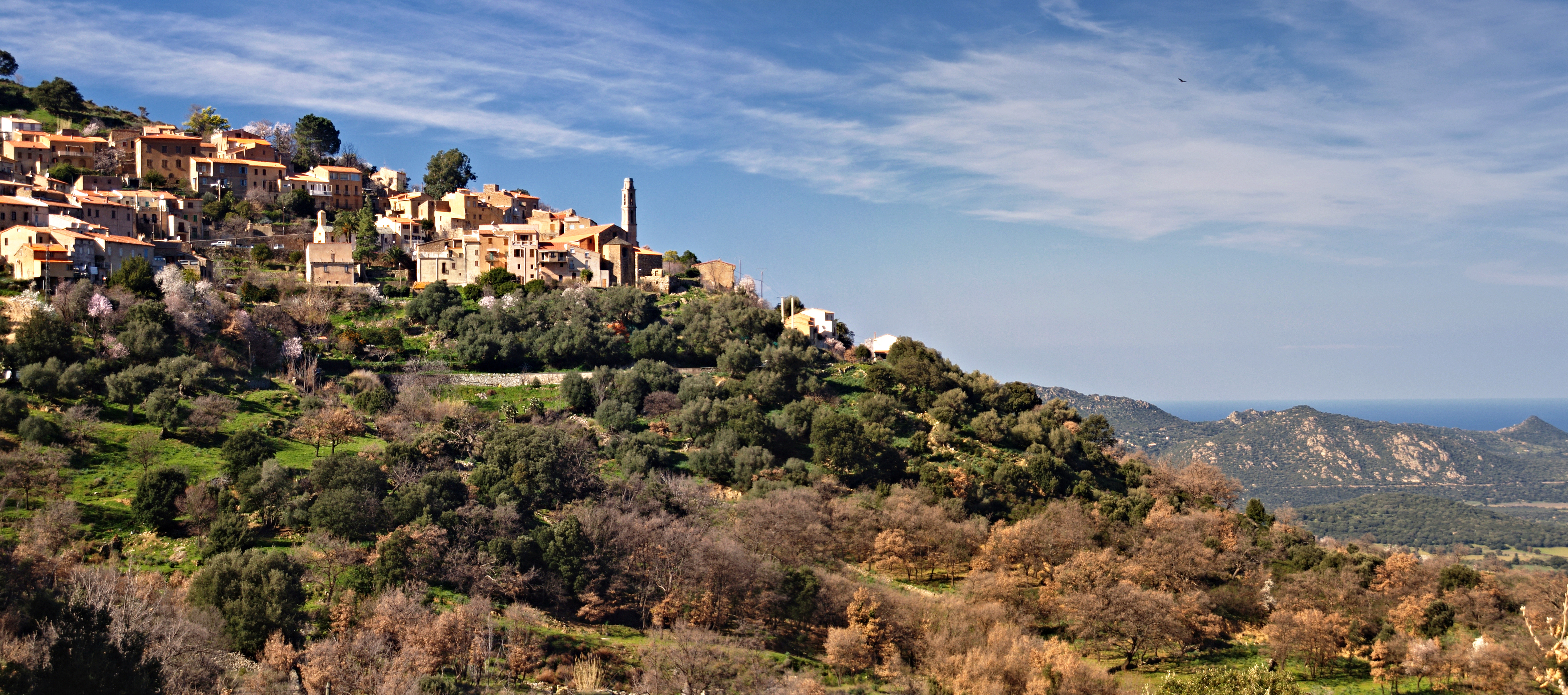
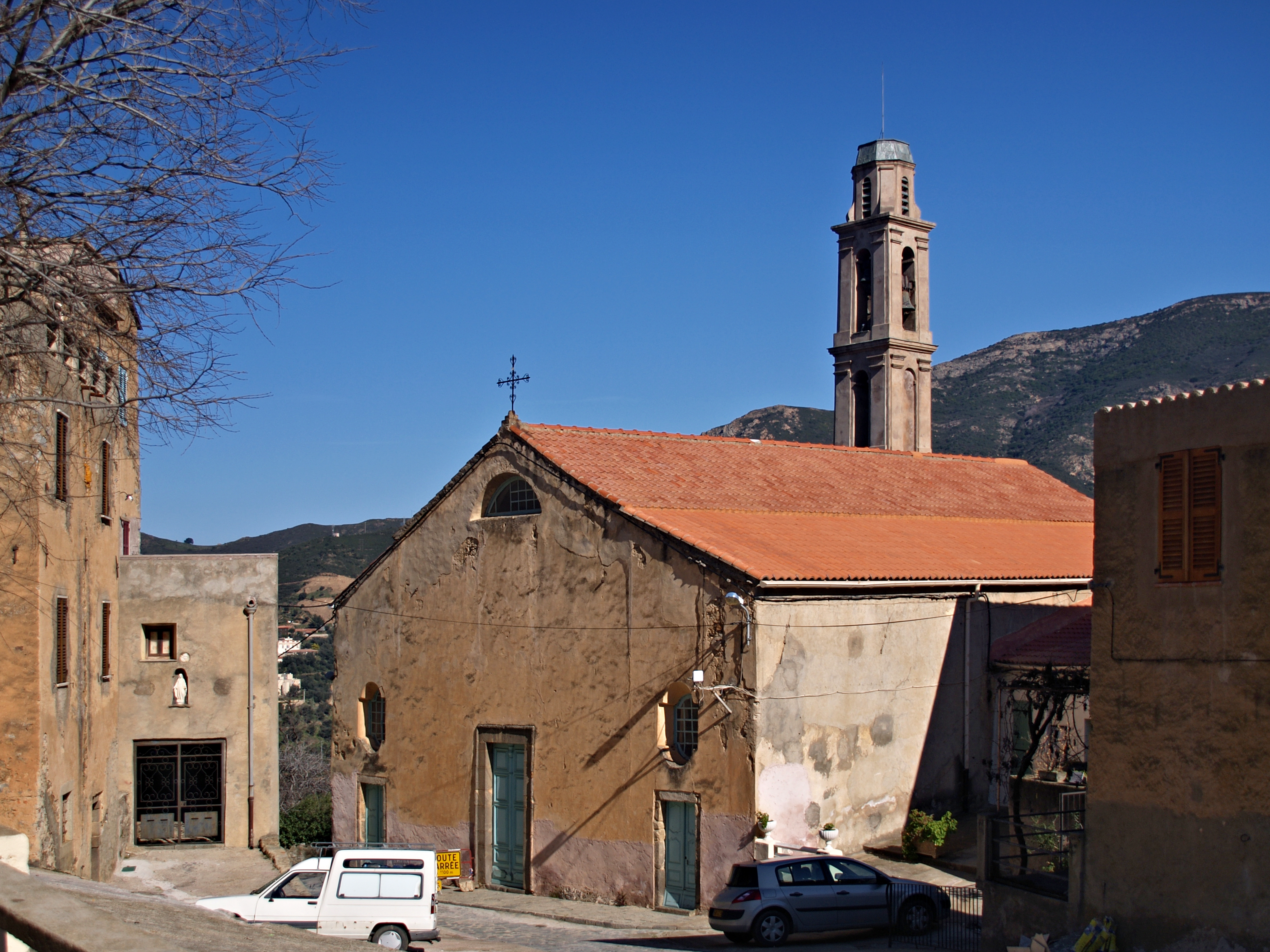
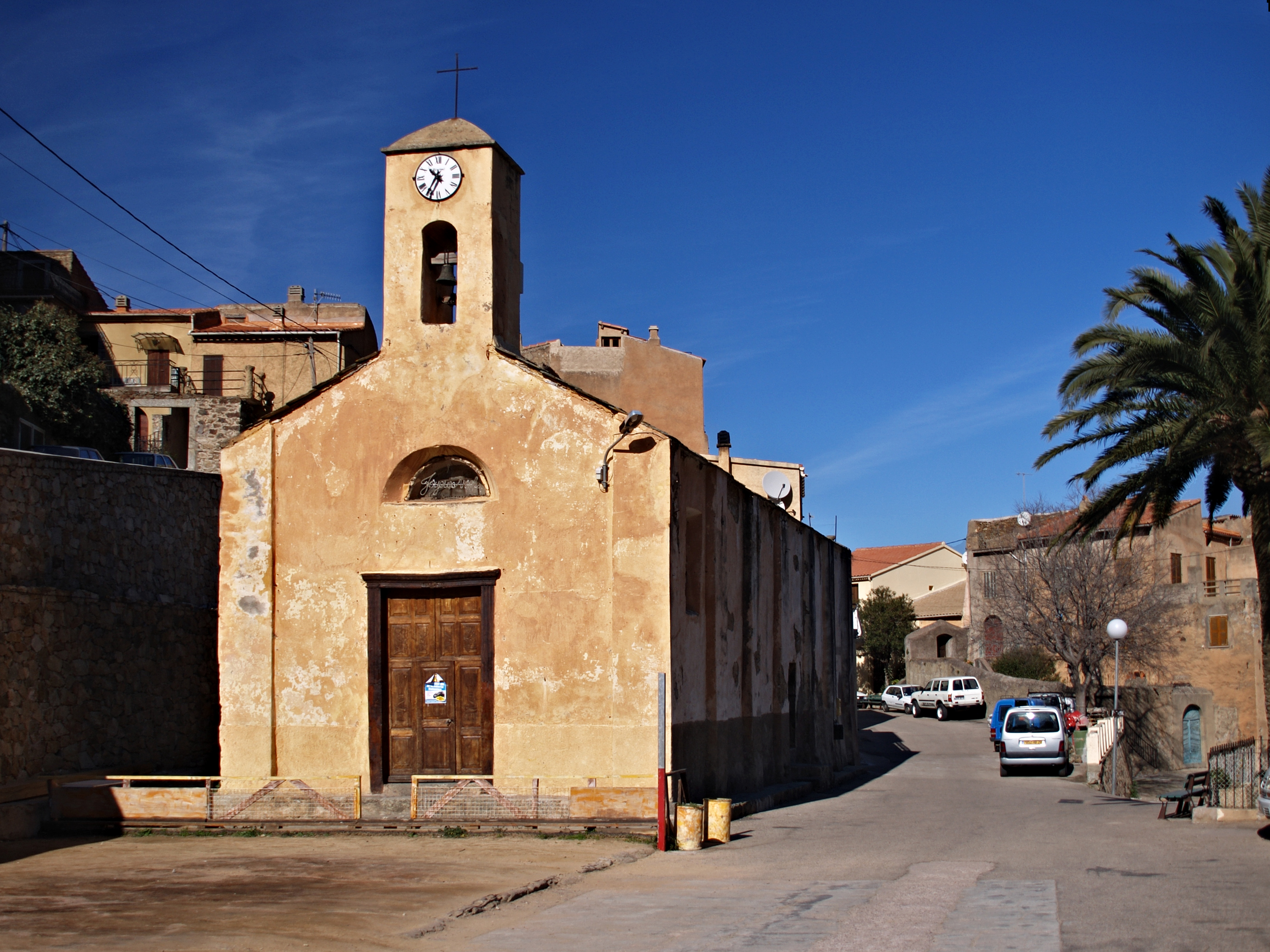

1. ↑  Populations de référence 2022.